# فوي ويلينغ
فوي ويلينغ (بالإنجليزية: Foy Willing)‏ هو قائد فرقة ‏ أمريكي، ولد في 14 مايو 1914 في مقاطعة بوسك في الولايات المتحدة، وتوفي في 14 يوليو 1978 في ناشفيل في الولايات المتحدة.

## وصلات خارجية
- فوي ويلينغ على موقع IMDb (الإنجليزية)
- فوي ويلينغ على موقع ميوزك برينز (الإنجليزية)
- فوي ويلينغ على موقع أول ميوزيك (الإنجليزية)
- فوي ويلينغ على موقع ديسكوغز (الإنجليزية)
- فوي ويلينغ على موقع قاعدة بيانات الفيلم (الإنجليزية)